# L'Échangeouillette infernale
La máquina del cambiazo (français : L'Échangeouillette infernale) est une bande dessinée espagnole illustrée par Francisco Ibáñez, et le septième volume de la série (huitième en France), appartenant à la franchise Mortadel et Filémon, pré-publiée en 1969 et éditée en 1971.

## Synopsis
Le professeur Bacterio a inventé l'échangeouillette. Cette machine est utilisée pour changer la position des personnes. Une personne entre dans la machine, des coordonnées sont choisies et la personne à l'intérieur de la machine apparaîtra à ces coordonnées en remplaçant la personne qui s'y trouvait. Cette dernière apparaîtra dans la machine sans savoir comment elle y est arrivée.
La T.I.A. veut profiter de cette invention pour capturer plusieurs criminels. Mortadel et Filémon seront chargés d'entrer dans la machine pour changer les positions des malfaiteurs.

## Éditions
La bande dessinée est initialement publiée dans les numéros 15 à 19 de la revue Mortadelo entre le 8 mars et le 5 mai 1971 ; cette bande dessinée met fin à la saga commencée avec le court La máquina del cambiazo (6 pages), publié dans le numéro supplémentaire d'été de la revue Gran Pulgarcito le 5 juillet 1969.
Elle paraîtra plus tard dans le no 9 de la collection Ases del humor au prix de 125 pesetas, dans le no 10 de Magos del humor, dans l'album no 96 de la quatrième édition de la collection Olé, et dans la collection Súper Humor avec Valor y... ¡al toro!, La Bande des Vise-en-biais, El caso del bacalao et Los superpoderes.